# Deslocalización web
Deslocalización web es un fenómeno informacional que afecta a la difusión de los contenidos y se caracteriza porque su propietario, aún disponiendo de web propia, decide almacenarlos y publicarlos en otra plataforma que le ofrece potenciales ventajas en el alcance de su difusión y además, en mayores capacidades de interacción entre el usuario y los datos. 

## Ejemplo
Se pueden ver ejemplos de este fenómeno en el ámbito de la información estadística pública, en los que organismos como el Instituto de Estadística de Cataluña (IDESCAT) y el Instituto Nacional de Estadística (INE), han realizado una deslocalización web de conjuntos de datos a la plataforma de Google Public Data Explorer.

## Etimología
El concepto toma su nombre de la analogía con el término deslocalización que se ha definido desde el mundo de las ciencias sociales.
El término está acuñado por los profesionales de la información: Isra Pedrós y Antonio-Lázaro Fernández-López, siendo este último quien lo presentó en las Primeras Jornadas de Documentación de la Comunitat Valenciana, el 20 de octubre de 2011 en una ponencia titulada "La información estadística oficial de la Generalitat Valenciana : canales y formas de difusión".